# Hoplitis saundersi
Hoplitis saundersi là một loài Hymenoptera trong họ Megachilidae. Loài này được Vachal mô tả khoa học năm 1891.